# یواس‌اس پیکرینگ (۱۷۹۸)
یواس‌اس پیکرینگ (۱۷۹۸) (به انگلیسی: USS Pickering (1798)) یک کشتی بود که طول آن ۷۷ فوت (۲۳ متر) بود.